# 34300 Brendafrost
34300 Brendafrost è un asteroide della fascia principale. Scoperto nel 2000, presenta un'orbita caratterizzata da un semiasse maggiore pari a 3,1453342 au e da un'eccentricità di 0,1292768, inclinata di 4,67801° rispetto all'eclittica.